# Live Your Life
Live Your Life (dt. „Lebe Dein Leben“) ist ein Lied des US-amerikanischen Rappers T.I. und die dritte Single aus seinem Album Paper Trail

## Entstehung und Veröffentlichung
T.I. nahm das Lied in seiner Originalversion mit der barbadischen Sängerin Rihanna auf. Dieses basiert auf einem Sample zu Dragostea din tei von der moldauischen Boygroup O-Zone. Geschrieben wurde es vom Interpreten selbst, zusammen mit Makeba Riddick und Justin Smith. Darüber fungiert der Originalautor Dan Balan als Urheber. Für die Produktion zeichnete Just Blaze verantwortlich.
Die Erstveröffentlichung von Live Your Life erfolgte als Single am 23. September 2008. Drei Tage später erschien das Lied als Teil von T.I.s sechstem Studioalbum Paper Trail.

## Rezeption
Live Your Life debütierte in der Woche zum 10. Oktober 2008 auf Platz 80 der amerikanischen Billboard Hot 100. In der folgenden Woche sprang das Lied von Platz 80 auf Platz eins der Billboard Hot-100, damit stellten beide Interpreten den Rekord auf für den größten Sprung auf Platz eins in der amerikanischen Chartgeschichte. In der folgenden Woche brach Britney Spears den Rekord als ihr Song Womanizer von der 96 auf Platz eins sprang. Live Your Life wurde auf Platz eins der direkte Nachfolger von Whatever You Like, damit wurde T.I. der neunte Künstler überhaupt, der seinen eigenen Titel auf Platz eins deplatzierte. Insgesamt stand das Lied sechs Wochen an der Chartspitze in den USA.
In Kanada erreichte Live Your Life den vierten Platz. In Irland debütierte es auf Rang drei und wurde dort T.I.s bislang erfolgreichste Single und Rihannas zehnter Top-10-Hit. In Neuseeland wurde Live Your Life ein Nummer-eins-Hit und mit Platin ausgezeichnet.

### Chartplatzierungen
| ChartsChartplatzierungen       | Höchstplatzierung | Wochen |
| ------------------------------ | ----------------- | ------ |
| Deutschland (GfK)              | 12 (15 Wo.)       | 15     |
| Österreich (Ö3)                | 5 (15 Wo.)        | 15     |
| Schweiz (IFPI)                 | 8 (30 Wo.)        | 30     |
| Vereinigte Staaten (Billboard) | 1 (28 Wo.)        | 28     |
| Vereinigtes Königreich (OCC)   | 2 (27 Wo.)        | 27     |

| ChartsJahrescharts (2008)      | Platzierung |
| ------------------------------ | ----------- |
| Schweiz (IFPI)                 | 83          |
| Vereinigte Staaten (Billboard) | 37          |
| Vereinigtes Königreich (OCC)   | 38          |

| ChartsJahrescharts (2009)      | Platzierung |
| ------------------------------ | ----------- |
| Deutschland (GfK)              | 94          |
| Österreich (Ö3)                | 71          |
| Schweiz (IFPI)                 | 70          |
| Vereinigte Staaten (Billboard) | 18          |

| ChartsJahrescharts (2000–2009) | Platzierung |
| ------------------------------ | ----------- |
| Vereinigte Staaten (Billboard) | 37          |

### Auszeichnungen für Musikverkäufe
| Land/Region                  | Auszeichnungen für Musikverkäufe (Land/Region, Auszeichnung, Verkäufe) | Verkäufe   |
| ---------------------------- | ---------------------------------------------------------------------- | ---------- |
| Australien (ARIA)            | Platin                                                                 | 70.000     |
| Dänemark (IFPI)              | Gold                                                                   | 7.500      |
| Italien (FIMI)               | Gold                                                                   | 50.000     |
| Neuseeland (RMNZ)            | Platin                                                                 | 15.000     |
| Vereinigte Staaten (RIAA)    | 8× Platin (Single) · + Platin (Mastertone)                             | 9.000.000  |
| Vereinigtes Königreich (BPI) | 2× Platin                                                              | 1.200.000  |
| Insgesamt                    | 2× Gold · 13× Platin ·                                                 | 10.342.500 |

Hauptartikel: Rihanna/Auszeichnungen für Musikverkäufe

## Weitere Versionen
- Texas 4 Life – Chamillionaire
- Live Your Life Freestyle – Rick Ross
- Live Your Life Freestyle – Pitbull
- Gettin’ That Paper – Nicki Minaj feat. Busta Rhymes
- Live Yo Life – Trae
- Live Your Life – A Plea for Purging
- Live Your Life – Lil Wayne und Jay-Z
- Homeless – Rucka Rucka Ali feat. Ed Words